# Sidalcea oregana
Sidalcea oregana är en malvaväxtart som först beskrevs av Thomas Nuttall, John Torrey och Samuel Frederick Gray, och fick sitt nu gällande namn av Samuel Frederick Gray. Sidalcea oregana ingår i släktet axmalvor, och familjen malvaväxter.

## Underarter
Arten delas in i följande underarter:
- S. o. eximia
- S. o. hydrophila
- S. o. oregana
- S. o. spicata
- S. o. valida
- S. o. calva
- S. o. maxima
- S. o. nevadensis
- S. o. procera

## Bildgalleri

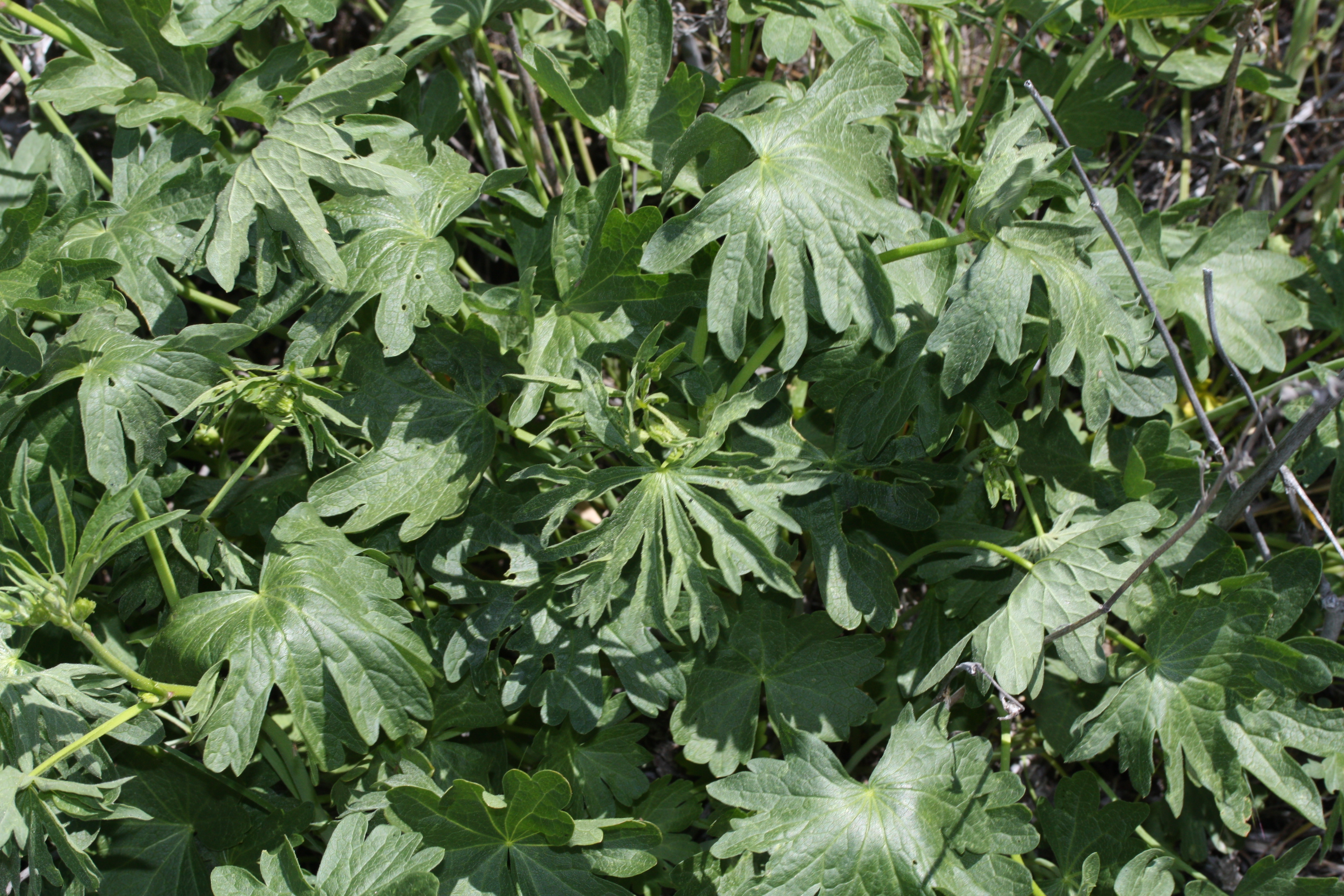